# Sharepoint

Sharepoint, stiliserat som SharePoint, är en webbaserad programvara som utvecklas av Microsoft. Det är ett dokumenthanteringssystem och innehållshanteringssystem som integrerar med Microsoft Office.
Enligt Microsoft hade Sharepoint 200 miljoner användare i december 2020.